# Bud Yorkin
Bud Yorkin; właściwie Alan David Yorkin (ur. 22 lutego 1926 w Washingtonie w stanie Pensylwania; zm. 18 sierpnia 2015 w Los Angeles) – amerykański producent i reżyser filmowy oraz telewizyjny.

## Filmografia
Reżyser:
- Przyjdź i zadmij w róg (1963)
- Nigdy nie jest za późno (1965)
- Rozwód po amerykańsku (1967)
- Inspektor Closeau (1968)
- Zacznijcie rewolucję beze mnie (1970)
- Złodziej na kolacji (1973)
- Dwa razy w życiu (1985)
- Artur 2 (1988)
- Miłość potrafi ranić (1990)

Producent:
- Przyjdź i zadmij w róg (1963); wspólnie z Normanem Learem
- Zacznijcie rewolucję beze mnie (1970)
- Złodziej na kolacji (1973); wspólnie z Normanem Learem
- Układ stulecia (1983)
- Dwa razy w życiu (1985)
- Miłość potrafi ranić (1990)
- Na rozstaju (1994); wspólnie z Markiem Rydellem

Scenarzysta:
- The Jack Benny Hour (1959)
- An Evening with Fred Astaire  (1958)